# Сесма, Энрике
Энрике Сесма Понсе де Леон (исп. Enrique Sesma Ponce de León ; род. 22 апреля 1927, Пуэбла-де-Сарагоса, Мексика) — мексиканский футболист, нападающий.

## Клубная карьера
В футболе дебютировал в 1948 году выступлениями за команду «Марте», в которой провел шесть сезонов.
Своей игрой за эту команду привлек внимание представителей тренерского штаба клуба «Толука», в состав которого присоединился в 1954 году. Отыграл за команду из Толука-де-Лердо следующие шесть сезонов своей игровой карьеры.
Завершил игровую карьеру в команде «Атланте», за которую выступал в течение 1960—1961 годов.

## Карьера в сборной
7 апреля 1957 года дебютировал в официальных матчах в составе национальной сборной Мексики. В течение карьеры в национальной команде провёл в её форме 9 матчей, забив 2 гола.
В составе сборной был участником чемпионата мира 1958 года в Швеции.